# E.O.S. Tallinn Grand Prix 2006
Il E.O.S. Tallinn Grand Prix 2006, quinta edizione della corsa, valida come evento dell'UCI Europe Tour 2006 categoria 1.1, si svolse il 26 maggio 2006 su un percorso totale di 179,2 km. Fu vinto dall'estone Janek Tombak, che terminò la gara in 4h12'16" alla media di 42,622  km/h.
Al traguardo 34 ciclisti portarono a termine il percorso.

## Ordine d'arrivo (Top 10)
| Pos. | Corridore           | Squadra      | Tempo    |
| ---- | ------------------- | ------------ | -------- |
| 1    | Janek Tombak        | Kalev        | 4h12'16" |
| 2    | Valery Valynin      | Omnibike     | s.t.     |
| 3    | Aleksandr Chatuncev | Omnibike     | a 5"     |
| 4    | Vasili Kiryienka    | OTC Doors-   | a 43"    |
| 5    | Aleksejs Saramotins | Rietumu Bank | a 1'30"  |
| 6    | Jimmy Hansen        | Team GLS     | s.t.     |
| 7    | Marcin Sapa         | Team Knauff  | s.t.     |
| 8    | Sergej Kolesnikov   | Omnibike     | s.t.     |
| 9    | Jarosław Rębiewski  | Team Knauff  | s.t.     |
| 10   | Łukasz Bodnar       | Intel-Action | s.t.     |